# Pakabsidia semiopaca
Pakabsidia semiopaca là một loài bọ cánh cứng trong họ Cantharidae. Loài này được Pic miêu tả khoa học năm 1909.